# Dasygrammitis fuscata
Dasygrammitis fuscata är en stensöteväxtart som först beskrevs av Bl., och fick sitt nu gällande namn av Barbara S. Parris. Dasygrammitis fuscata ingår i släktet Dasygrammitis och familjen Polypodiaceae. Inga underarter finns listade.